# Mount Hollingsworth
Mount Hollingsworth ist ein Berg im ostantarktischen Enderbyland. Er ragt 1,5 km südlich des Priestley Peak und unmittelbar südlich der Amundsenbucht auf.
Luftaufnahmen der Australian National Antarctic Research Expeditions aus dem Jahr 1956 dienten seiner Kartierung. Das Antarctic Names Committee of Australia (ANCA) benannte ihn nach 1961 Roderic J. Hollingsworth, der 1961 auf der Mawson-Station als Geophysiker tätig war.